# Rome: Total War
Rome: Total War (afgekort als R:TW) is een strategiespel uit 2004 ontwikkeld door het Engelse computerspelbedrijf Creative Assembly voor Windows en voor de Mac door Feral Interactive. Het spel is uitgebracht door Activision op 22 september 2004. Een versie voor Mac OS X kwam in maart 2009 uit bij Sega, ruim vijf jaar na het oorspronkelijke debuut van het spel. Het spel is het derde volledige deel in de Total War-serie, na Shogun en Medieval, die zich respectievelijk in het feodale Japan en de middeleeuwen afspeelden. De game vindt plaats ten tijde van de Romeinse Republiek en geeft de speler de mogelijkheid om verschillende facties uit die periode te leiden naar wereldoverheersing.
De game is bijzonder goed ontvangen door critici, en wordt vaak beschouwd als een van de beste pc-games aller tijden. Wel was er kritiek op de historische authenticiteit, wat ertoe leidde dat er een aantal mods ontwikkeld werd die de spelervaring ingrijpend veranderden. Er zijn twee uitbreidingen verschenen voor het spel: Barbarian Invasion, over de val van het Romeinse Keizerrijk veroorzaakt door de "barbaren", en Alexander, over de veldslagen geleverd door Alexander de Grote.

## Gameplay
De gameplay van Rome: Total War is op te delen in twee modi: de strategy map, waarin de speler legers beweegt en steden verovert in een poging een wereldrijk te stichten, en de tactical map, waarin veldslagen in realtime worden uitgevochten. Naast deze twee modi, die samen de campagne ofwel de Grand Campaign vormen, is het ook mogelijk losse en historische veldslagen te spelen.

### Destrategy map
Op de strategy map kan de speler zijn rijk leiden in een poging de wereld van de antieke oudheid te veroveren. In eerste instantie kan de speler enkel een van drie Romeinse families kiezen. Deze Romeinse facties concurreren met elkaar voor de gunst van het volk en de senaat, de vierde Romeinse factie, door het veroveren van gebied en het uitvoeren van missies voor de senaat. Wanneer men met deze factie een groot rijk heeft opgebouwd, zal de senaat de speler gaan wantrouwen en zal de senaat de andere Romeinse facties inschakelen om de speler uit te schakelen in een burgeroorlog. Als de speler deze burgeroorlog wint, dan kan hij zich tot keizer laten kronen.
Wanneer de eerste Romeinse campagne gewonnen is, heeft de speler de mogelijkheid om naast de Romeinen een van acht verschillende historische facties als Gallië, Carthago, en Griekenland te kiezen, die verspreid over Europa, Noord-Afrika, het midden-oosten en Centraal-Azie beginnen. De facties van het spel zijn grofweg te verdelen in zes culturen die verschillende gebouwen en eenheden gemeen hebben. Zo hebben alle Griekse facties als Griekenland en Macedonië falanxen tot hun beschikking.
Het speelgebied van de game is verdeeld in 103 provincies, ieder met een hoofdstad, die de verschillende facties op elkaar kunnen veroveren. Door het veroveren van een hoofdstad valt de provincie in handen van de overwinnaar. Wanneer een speler een provincie veroverd heeft, zal hij daardoor inkomsten krijgen uit belastingen, handel en landbouw. Het is mogelijk om een stad en de omliggende gebieden te verbeteren door de bouw van verschillende gebouwen en infrastructuur. Zo kan de speler wegen aanleggen, markten openstellen, en waterwerken zoals riolen en aquaducten bouwen. Ook kunnen steden, door het bouwen van barakken en stallen, gebruikt worden voor het rekruteren van militaire eenheden, die de speler kan gebruiken in zijn veroveringstochten.
Steden die een speler in zijn bezit heeft, moet hij ook onder controle zien te houden. Zo moet de speler zorgen dat de stad niet in opstand wil komen, door het zorgen voor een adequaat garnizoen, bouwwerken van cultuur en door het tegenhouden van ziektes. In Barbarian Invasion moet de speler bovendien rekening houden met religieuze onrust die veroorzaakt wordt door de verschillen tussen het christendom en het Romeinse polytheïsme.
Wanneer een speler een leger op de been heeft, kan hij dit onder leiding van een generaal verplaatsen over een kaart die gebaseerd is op die van de klassieke oudheid. De speler moet hierbij onder meer rekening houden met rivieren, gebergtes en bossen. De wereld zal afhankelijk van het seizoen soms bedekt zijn met sneeuw, waardoor de bewegingssnelheid van legers beperkt wordt. De terreineigenschappen kunnen door de speler benut worden door vanuit bossen verrassingsaanvallen uit te voeren of door de defensieve voordelen van bergen te benutten.
De generaals die de legers aanvoeren, behoren tot de koninklijke familie van de factie van de speler. Deze familie kan uitgebreid worden door middel van geboortes, adopties en het omkopen van vijandelijke generaals, en kan in vredestijd ook dienstdoen als gouverneur van een provincie, waardoor zij zorgen voor extra inkomsten en het gevoel van veiligheid in de steden verhogen. Naast de generaals kan de speler ook andere personages inzetten, zoals spionnen, huurmoordenaars en diplomaten. Deze kunnen gerekruteerd worden wanneer er in de stad een bepaald gebouw opgetrokken is.

### Tactical map

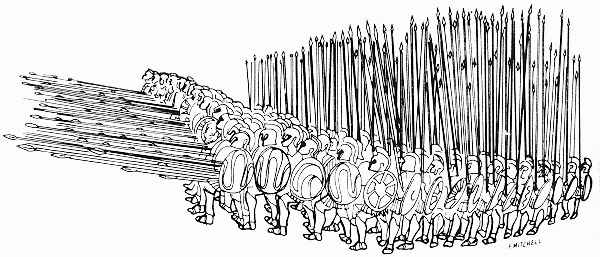
De falanxformatie zoals gebruikt in Rome: Total War

Op de tactical map worden gevechten, begonnen op het strategische toneel, in realtime uitgevochten. De legers van de beide partijen worden op een slagveld geplaatst, op basis van hun positie op de strategy map. Zo zal een leger dat bij een berg aangevallen wordt, zich ook verdedigen op de flank van een berg. Dit speelt een grote rol, aangezien hoogteverschillen voor grote tactische voordelen voor een van beide partijen kunnen zorgen.

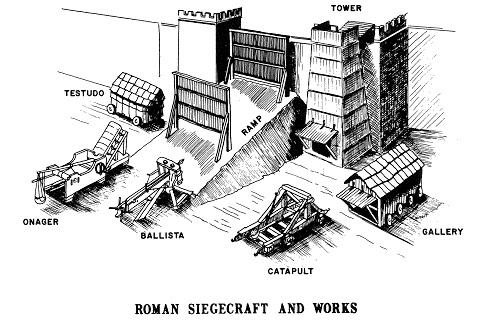
Romeinse belegeringswapens, zoals stormrammen, belegeringstorens en katapulten. Elk van deze middelen is beschikbaar in Rome: Total War.

Tijdens de tactische gevechten worden de soldaten van de speler door verschillende zaken beïnvloed in hun gevechtswaarde. Zo zullen soldaten vermoeid raken wanneer ze lange tijd moeten vechten en zal het moreel dalen als de slag niet de goede kant op lijkt te gaan. Wanneer het moreel van soldaten genoeg is gedaald, zullen zij proberen hun leven te redden door het slagveld te ontvluchten, waarbij een aantal vluchtende eenheden al snel aanleiding geeft aan de rest van het leger om eveneens te vluchten. Sommige soldaten zullen minder snel vluchten dan andere, zo zullen Romeinse elitesoldaten minder snel vluchten dan de lokale militie van een kleine provinciestad.
Bij de gevechten zullen de legers al snel groottes van enkele duizenden eenheden bereiken, die allemaal in detail te bekijken zijn. De speler kan van verschillende speciale wapens gebruikmaken, zoals krijgsolifanten, katapulten en andere dieren en belegeringswapens. Vele van de eenheden hebben een speciale vaardigheid, zo kunnen Romeinse legionairs de testudoformatie gebruiken, en kunnen soldaten van hellenistische landen als Griekenland gebruikmaken van de falanxformatie. Soldaten kunnen tijdens gevechten ervaring opdoen, die zij behouden om tijdens latere gevechten hun voordeel mee te doen.
Bij belegeringen krijgt de speler de mogelijkheid om verschillende middelen in te zetten, zoals belegeringstorens, stormrammen en ladders. De speler moet in dat geval de muur om een stad doorbreken door ofwel boven op de muur te komen, de muur in te laten zakken, of de poort open te breken. Wanneer de speler de stad is binnengedrongen, moet het centrum van de stad veroverd worden op de tegenstander en ten minste drie minuten bezet gehouden worden. Gebouwen of muren die in strategische gevechten beschadigd of vernietigd worden zullen zo blijven totdat ze op de strategy map gerepareerd worden.

### Historische veldslagen en multiplayer
| Historische veldslagen        |
| Slag bij het Trasimeense Meer |
| Slag bij Raphia               |
| Slag bij Telamon              |
| Beleg van Gergovia            |
| Slag bij Asculum              |
| Slag bij de Trebia            |
| Slag bij Carrhae              |
| Slag bij Cynoscephalae        |
| Slag bij het Teutoburgerwoud  |
| Beleg van Sparta              |

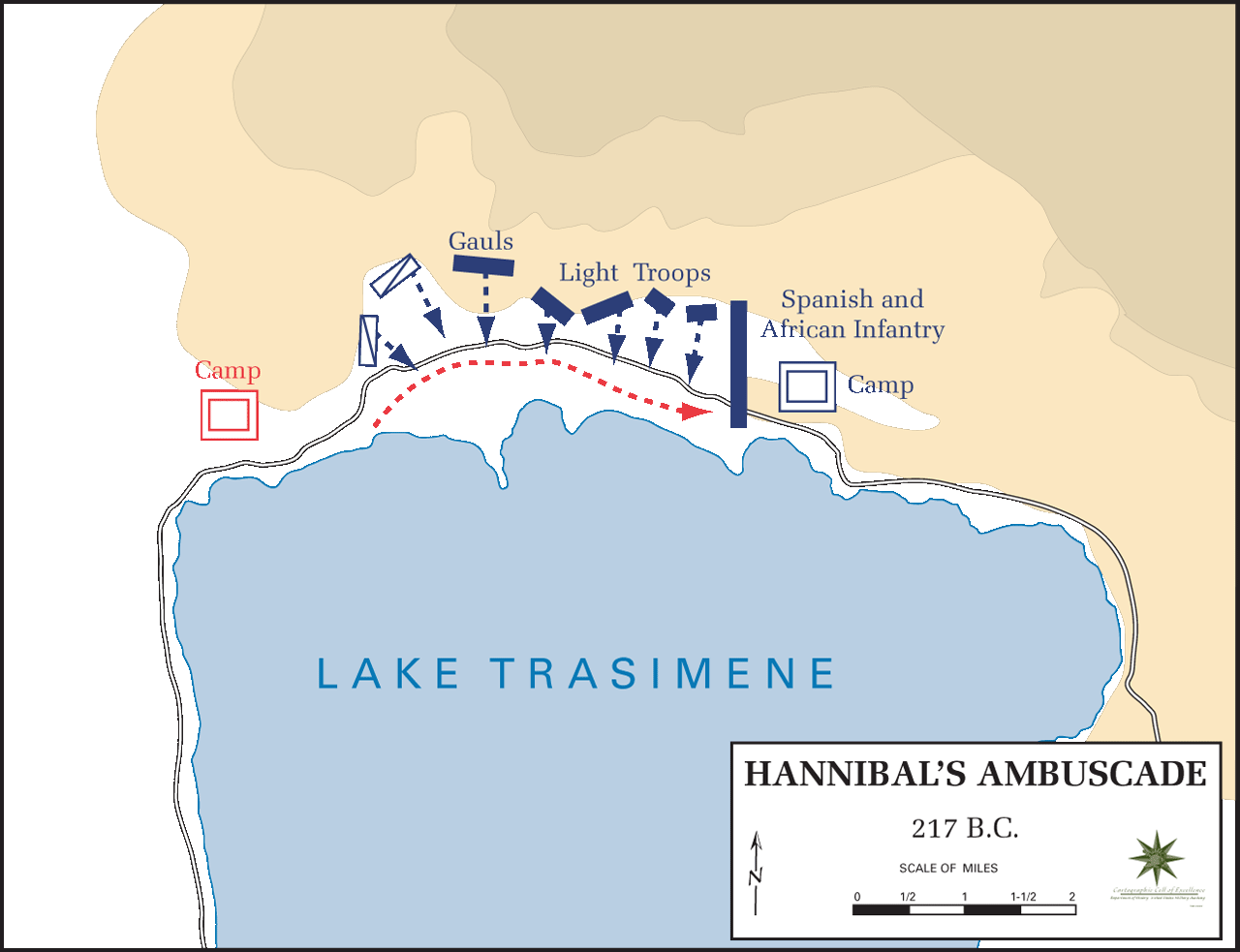
De Slag bij het Trasimeense Meer, na te spelen in Rome: Total War

Het is in Rome: Total War mogelijk om verschillende historische veldslagen na te spelen, waarbij de veldslagen volgens een bepaald scenario worden voorbereid, en de speler vervolgens de mogelijkheid krijgt om de geschiedenis na te spelen of een andere uitslag te veroorzaken. In deze modus kunnen veldslagen als de Slag bij het Trasimeense Meer, de Slag bij het Teutoburgerwoud en de Slag bij Carrhae nagespeeld worden. Vaak wordt de speler hierbij in de schoenen van diegene geplaatst die een slag verloor of een onwaarschijnlijke overwinning behaalde, zoals de slag bij Carrhae (waarbij de Romeinen historisch een zware nederlaag leden) en de Slag bij het het Trasimeense Meer, waarbij Hannibal Barcas ondanks een zware Romeinse overmacht een overwinning behaalde.
Er is ook een multiplayermodus aanwezig in het spel, waarmee tot acht spelers tegen en met elkaar veldslagen kunnen spelen. Spelers krijgen een bepaalde hoeveelheid geld waarmee ze soldaten, ervaring en verbeterde uitrustingen kunnen kopen. Multiplayer is mogelijk via LAN en het internet. Het is niet mogelijk campagnes te spelen in multiplayermodus.

## Release en ontvangst
| Gemiddelde Score         | Gemiddelde Score |
| ------------------------ | ---------------- |
| Bron                     | Score            |
| GameRankings             | 91.61%           |
| Metacritic               | 90 van 100       |
| Review Score             |                  |
| Publicist                | Beoordeling      |
| 1UP.com                  | 9,0              |
| Computer and Video Games | 9,3              |
| Eurogamer                | 9,0              |
| Gamespot                 | 9,1              |
| Gamespy                  | 9,0              |
| IGN                      | 9,4              |
| Total Video Games        | 9,0              |

Het spel is na de release bijzonder goed ontvangen. Recensieverzamelaar GameRankings gaf het spel een gemiddelde score van 91,61%, op basis van 58 recensies. Metacritic bepaalde een gemiddelde score van 92 uit 100, met als opmerking dat het spel universal acclaim oftewel universele goedkeuring behaald had.
Insidegamer.nl gaf het spel een beoordeling van 9+, en was bijzonder te spreken over de tactische aard van de veldslagen, en zei hierover het volgende: "De manier waarom je tactieken in de gevechten kunt toepassen werkt perfect, en dat geldt ook voor diplomatie en politiek." De Amerikaanse website 1UP.com had goede woorden over de campagnemodus, en zei hierover "Rome: Total War is almost a perfect strategy game. It has strategic scope and splendor nearly matching that of Civilization".
Er was echter wel kritiek op sommige onderdelen van het spel. Met name de A.I. en de multiplayermodus moesten het ontgelden, zo zei Eurogamer.net het volgende over de A.I.: "AI - while genuinely sterling - has moments of ineptitude. This especially noticeable in battles where you have two armies in play at once." 1UP.com zei het volgende over de multiplayer: "The code at release was very unstable, prone to bad performances and dropped games."

### Prijzen
Rome: Total War heeft in 2004 verschillende prijzen gewonnen, waaronder een aantal "RTS van het jaar". Het spel staat op een hoge plaats in verschillende "beste pc-game aller tijden"-lijstjes. Onder andere IGN, Gamespot en PC Gamer US noemden het het beste strategiespel van 2004. PC Gamer UK plaatste het spel op de vijfde plaats in zijn lijst van beste pc-games aller tijden. IGN.com noemde het in 2011 de op tien na beste pc-game ooit gemaakt, en het op 13 na beste spel in het algemeen.

### Historische correctheid en mods

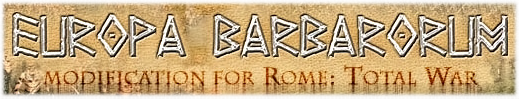
Europa Barbarorum, een mod voor Rome: Total War die ontwikkeld is naar aanleiding van kritiek op de game.

Al voor het verschijnen van het spel waren er mensen die kritiek uitten op de vrije loop die het spel nam met de geschiedschrijving. Een aantal facties werd drastisch anders weergegeven dan dat zij in de betreffende periode waren. Met name de "barbaarse" facties als de Germanen en de Britten, en de oosterse facties zoals de Parthen werden anders weergegeven. In eerste instantie hebben sommigen advies aangeboden aan ontwikkelaar Creative Assembly, maar toen deze hier niets mee deed, besloot een deel van deze mensen om hun kritiekpunten aan te passen door middel van een mod, een modificatie oftewel aanpassing van het spel.
Sinds de release van het spel zijn er enkele tientallen mods verschenen. Sommige, zoals Europa Barbarorum, Rome: Total Realism, Roma Surrectum hebben als doel om het spel realistischer en meer in lijn met de geschiedenis te brengen. Andere, zoals Chivalry: Total War (over de middeleeuwen), Napoleonic Total War 2 (over de napoleontische oorlogen) en Warhammer: Total War (over het fictionele Warhammer-universum), hebben als doel het spel om te bouwen naar een andere periode of onderwerp, vaak met geheel andere gameplay tot gevolg.

## Uitbreidingen, heruitgaven en verzamelpakketten

### Uitbreidingen
Na de release van Rome: Total War, die goed verkocht, zijn er door Creative Assembly nog twee uitbreidingen ontwikkeld, die beiden een andere historische periode tonen. Rome: Total War: Barbarian Invasion, uitgebracht in 2005, behandelde de nadagen van het Romeinse Rijk, waarin de speler als "barbaarse" factie het Romeinse rijk naar de ondergang kon brengen, en als Romeinse factie het rijk in ere kon herstellen. Verdere nieuwe mogelijkheden waren nachtgevechten, zwemmen en waden door rivieren bij tactische gevechten, en het verwerken van een element van religie in de strategische campagne.
Rome: Total War: Alexander verplaatste de focus naar de veroveringen van Alexander de Grote, in de 4e eeuw v. Chr.. In tegenstelling tot de campagne van Rome: Total War heeft de speler hier geen honderden jaren de tijd, maar moet het Perzische Rijk in 13 jaar onderworpen worden. In de game wordt deze tijdspanne weergegeven als 100 beurten, wat beduidend minder is dan de gemiddelde Total War-game. Daarnaast is de speler ook gebonden aan het overleven van Alexander; wanneer Alexander sterft kan de speler niet verdergaan.

### Verzamelpakketten
De Gold Edition van Rome: Total War, verschenen na de uitgave van Barbarian Invasion bevat het spel en de uitbreiding. Verschillende mogelijkheden uit de uitbreiding werden na de release van Barbarian Invasion ook toegevoegd aan het origineel, zoals de mogelijkheid voor nachtgevechten.

### Heruitgaven
In maart 2005 bracht ontwikkelaar Feral Interactive de Gold Edition van het spel uit voor Mac OS X, als tweede deel uit hun Legends-serie. Voor de Mac-versie is minimaal Mac OS X 10.4 en een intelprocessor vereist.

## Trivia
- Het spel is opgenomen in het boek 1001 Video Games You Must Play Before You Die van Tony Mott.